# Cathédrale de Skara
La Cathédrale de Skara (en Suédois: Skara domkyrka) est une cathédrale située dans la petite ville de Skara en Suède.
La cathédrale fut probablement construite au XIe siècle, mais ne prend son apparence gothique qu'au XIVe siècle. Elle fut restaurée entre 1886 et 1894 par Helgo Zettervall.
L'église mesure 65 m de long et les tours mesurent 63 m de haut.

## Missel de Skara

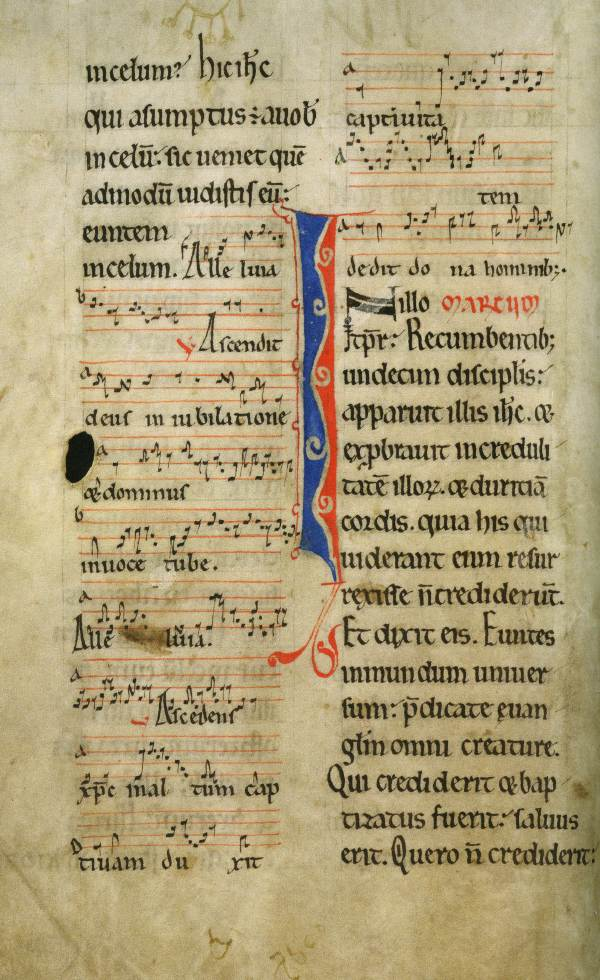
La notation de l'alléluia dans le missel de Skara, vers 1150.

Le manuscrit missel de Skara, en grégorien, fut achevé vers 1150. Donc, il est probable que la consécration de la cathédrale remonte à cette époque-là.
De nos jours, ce missel est considéré comme notation la plus ancienne de la musique liturgique suédoise.